# Stanisław Budziński
Stanisław Budziński (ur. 25 listopada 1824, zm. 26 listopada 1895) – profesor Uniwersytetu Petersburskiego, Uniwersytetu Warszawskiego i Szkoły Głównej, prawnik, literat, krytyk i tłumacz, tworzący pod pseudonimem Bolesław Wiktor.

## Życiorys
Po ukończeniu gimnazjum w Warszawie podjął studia na wydziale prawnym uniwersytetu w Moskwie, które ukończył ze stopniem kandydata nauk. Później pracował w sądzie w Warszawie wykładając też w tym czasie prawo w Instytucie Gospodarstwa Wiejskiego i Leśnictwa (dawnym Agronomicznym) w Marymoncie koło Warszawy. Równocześnie zajmował się pracą literacką, m.in. tłumaczył prace XVI-wiecznych historyków polskich.
W roku 1859 przyjął propozycję pracy w katedrze prawa polskiego na Uniwersytecie Petersburskim; wykłady te odbywały się po polsku, a Budziński wykładał tam zagadnienia Kodeksu Napoleona. Wydana w 1861 Petersburgu – po rosyjsku i po polsku – praca O powadze rzeczy osądzonej w procesie cywilnym i kryminalnym była podstawą do nadania mu tytułu magistra i stanowisko profesora zwyczajnego.
Po likwidacji w 1861 (wskutek rozruchów studenckich) katedr prawa polskiego w Petersburgu wrócił do Warszawy, gdzie zatrudniony był kolejno jako referendarz Rady Stanu, referent w Departamencie X Senatu, pomocnik prokuratora naczelnego i członek Warszawskiej Izby Sądowej. W Szkole Głównej i potem na Uniwersytecie Warszawskim wykładał prawo karne; jako wykładowca pozostawał aktywny do roku 1892.
Oprócz działalności dydaktycznej zajmował się także twórczością literacką, zarówno w języku polskim, jak i w rosyjskim. Znaczna część tej jego działalności były to prace z dziedziny prawa (publikował je m.in. w latach 1874–1885 w „Gazecie Sądowej”). Oprócz tego pisywał również recenzje, zajmował się tłumaczeniami (opublikował m.in. zbiór tłumaczeń różnojęzycznej literatury „Z obcego Parnasu”).

## Źródła
- Tadeusz Turkowski: Polski Słownik Biograficzny. T. 3: Brożek Jan – Chwalczewski Franciszek. Kraków: Polska Akademia Umiejętności, 1937, s. 102.